# Sol og Strand Feriehusudlejning
Sol og Strand Feriehusudlejning A/S er et dansk feriehus- og sommerhusudlejningsbureau. De er formidlere af over 7.000 privatejede sommerhuse og ferielejligheder i Danmark. Sol og Strand har 29 lokalkontorer samt hovedkontor i Hune. De begyndte at udleje sommerhuse i 1979. Virksomheden er i dag ejet af Fonden Sol og Strand Feriehusudlejning ved Margit og Kjeld.
I 2024 havde de ca. 1.200 sæsonansatte, hvilket svarede til 228 fuldtidsansatte.